# Hope Solo
Hope Amelia Solo (født 30. juli 1981) er en amerikansk fodboldspiller, målmand, der er dobbelt olympisk mester og verdensmester i fodbold med USA. Hun var USAs målmand fra 2000 til august 2016. Efter at have spillet på college-niveau for University of Washington, spillede hun professionelt for Philadelphia Charge i Women's United Soccer Association (WUSA). Da WUSA blev nedlagt efter hendes første sæson, rejste hun til Europa for at spille topliga fodbold i Sverige og Frankrig. Fra 2009 til 2011 spillede hun i Women's Professional Soccer (WPS) for Saint Louis Athletica, Atlanta Beat og magicJack. Efter at WPS blev nedlagt tidligt i 2012 spillede hun for Seattle Sounders i W-League. Det sidste hold hun spillede for var Seattle Reign FC i National Women's Soccer League, USAs topliga i kvindernes fodbold.
Solo betragtes som en af verdens bedste kvindelige målmænd og har rekorden som den målmand i USA der har flest rene mål i karrieren.

## Hæder

### High school
- Parade Magazine All-American: 1997, 1998
- Washington State Championship: 1998

### College
- NSCAA All-American: 2000, 2001, 2002
- Pac-10 Selection: 1999, 2000, 2001, 2002

### Klub
- WPS Årets målmand: 2009[5]

### International
USA
- Olympisk guldmedalje: 2008, 2012
- VM i fodbold for kvinder Mester: 2015
Toer: 2011
- Algarve Cup: 2005, 2007, 2008, 2010, 2011, 2013, 2015
- Four Nations Tournament: 2006, 2007, 2008
- CONCACAF Women's Gold Cup: 2006, 2014

Individuel
- U.S. Soccer Female Athlete of the Year: 2009
- VM i fodbold for kvinder Guldhandsken: 2011, 2015
- VM i fodbold for kvinder Bronzebolden: 2011
- VM i fodbold for kvinder All-Star Holdet: 2011, 2015
- CONCACAF Women's Gold Cup Guldhandsken: 2014
- CONCACAF Åreets kvindelige målmand: 2015[6]
- SheBelieves Cup Guldhandsken: 2016
- FIFPro: FIFA FIFPro World XI 2015[7] 2016[8]
- IFFHS World's Women Best Goalkeeper: 2012, 2013, 2014, 2015

### Anden hæder
- Do Something Award – Sportsperson: 2012
- Phoenix Mercury Woman of Inspiration: 2012
- Hall of Game She's Got Game Award: 2012
- Sports Spectacular Female Athlete of the Year: 2013